# Ľubomír Tupta
Ľubomír Tupta (* 27. března 1998, Prešov) je slovenský fotbalový útočník, hráč italského klubu Hellas Verona, odkud hostuje ve Slovanu Liberec, a reprezentant Slovenska v mládežnických kategoriích.
Mezi jeho fotbalové vzory patří Cristiano Ronaldo (Portugalsko) a Neymar (Brazílie).

## Klubová kariéra
Ľubomír Tupta začínal s fotbalem v klubu TJ Jarovnice z obce Jarovnice v Prešovském kraji, načež odešel do 1. FC Tatran Prešov.
V srpnu 2014 přestoupil z Prešova do italského klubu Calcio Catania, jehož představitele zaujal na mezinárodním turnaji Frenz International Cup v Malajsii, kde se stal se 7 góly nejlepším kanonýrem turnaje a pomohl slovenskému družstvu k prvenství (a zároveň obhájil korunu střelců z předchozího ročníku).
V srpnu 2015 odešel z Catanie do týmu Hellas Verona FC, kde podepsal tříletý kontrakt.

Debutu v soutěžním zápase za A-tým Hellas Verony se dočkal 2. 12. 2015 v šestnáctifinále italského poháru proti týmu AC Pavia, odehrál celé střetnutí (výhra 1:0). V útoku hrál ve dvojici s Lucou Tonim. Nadále však působil v juniorském týmu hrajícím mládežnickou ligu Primavera. V srpnu 2016 podepsal s Veronou novou čtyřletou (a první profesionální) smlouvu.

## Reprezentační kariéra
Ľubomír Tupta reprezentuje Slovensko v mládežnických kategoriích od 15 let. Dosud hrál za týmy U15, U16, U17 a U18 (k srpnu 2016).